# Festlandchina

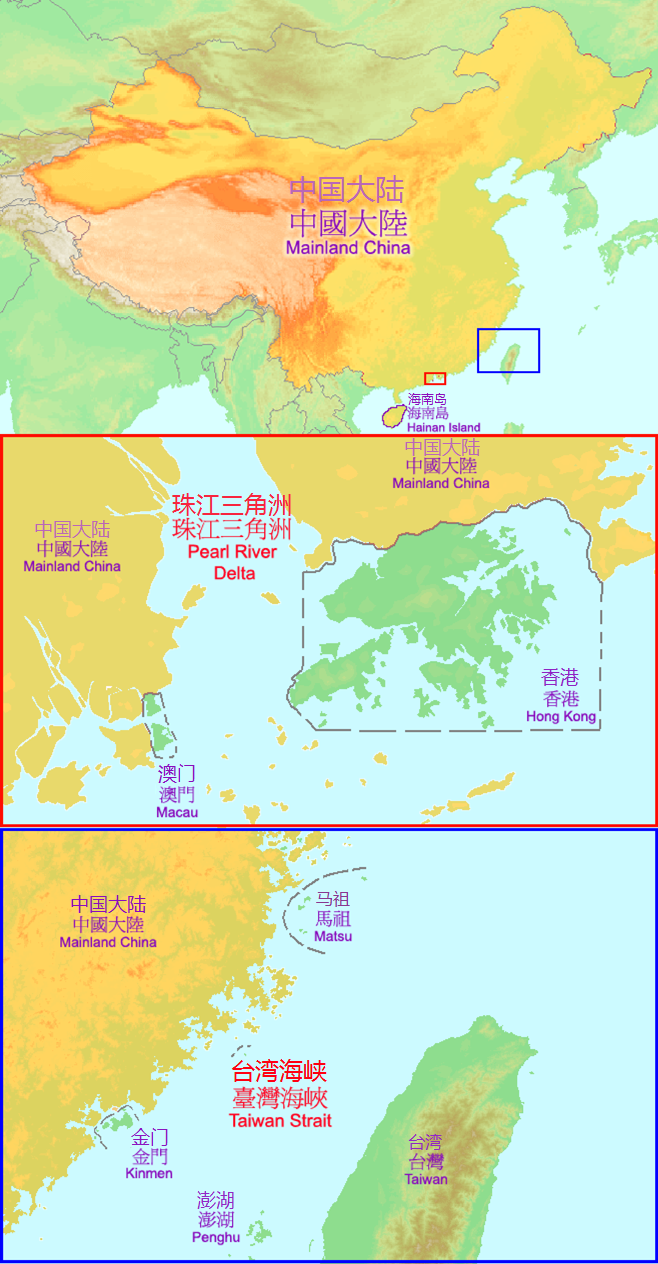
Festlandchina (gelb) in Abgrenzung zu Hongkong, Macau und Taiwan

Festlandchina (chinesisch 中國大陸 / 中国大陆, Pinyin Zhōngguó dàlù, englisch mainland China) ist ein politisch-geographischer Begriff, der sich auf den größten Teil des heutigen Staatsgebiets der Volksrepublik China bezieht. Synonyme Begriffe hierfür sind Kontinentalchina oder chinesisches Festland. Er beschreibt im Rahmen der Ein-China-Politik einen Teil Großchinas. Er dient zur Abgrenzung von den beiden Sonderverwaltungszonen Hongkong und Macau sowie vom Territorium unter der De-Facto-Kontrolle der Republik China („Nationalchina“) auf der Insel Taiwan (früher auch Formosa genannt) mitsamt den Pescadoren (Penghu-Inseln) und den dem chinesischen Festland vorgelagerten Inselgruppen Kinmen und Matsu. Seit 2002 ist das „Separate Zollgebiet Taiwan, Penghu, Kinmen und Matsu (Chinesisch Taipeh)“ Mitglied der WTO und seit 1991 der APEC (als member economy Chinese Taipei).

## Rechtlicher Status

### Volksrepublik China
Die Volksrepublik China betrachtet im Rahmen ihrer Ein-China-Politik alle vier Gebiete als unter ihrer Souveränität stehend.
Gemäß Artikel 89 des Ein- und Ausreisegesetzes gelten Hongkong, Macau und Taiwan für Zwecke des Grenzschutzes als Ausland.
Hingegen schließt der Begriff Festlandchina die Inselprovinz Hainan mit ein.

### Republik China

Taiwan-Gebiet (dunkelgrün) und Festland-Gebiet (hellgrün; äußere Mongolei ausgenommen) der Republik China

Die Republik China, unter deren Kontrolle sich de facto nur noch die Insel Taiwan, Kinmen sowie die Penghu- und Matsu-Inseln (sogenanntes Taiwan-Gebiet, 臺灣地區) befinden, betrachtet das chinesische Festland unter dem amtlichen Begriff Festland-Gebiet (大陸地區) de jure nach wie vor als Teil ihres Staatsgebiets.
Im Jahr 1982 entschied der Oberste Gerichtshof der Republik China im Verfahren Nr. 8219 (71年台上字第8219號): „Der Festlandteil unserer Nation steht unter der Fessel der Kommunistischen Partei. Dies erschwert die praktische Ausübung der nationalen Souveränität. Die Durchsetzung des Rechts ist de facto eingeschränkt. Nichtsdestotrotz ist es ein integraler Teil des Staatsgebiets. Seine Bewohner sind Mitglieder des Staatsverbandes. Der vorübergehende Verlust kann den rechtlichen Status nicht ändern.“
Festlandchinesen besitzen ebenso wie Taiwaner die Staatsangehörigkeit der Republik China. Sie benötigen zur Einreise in das Taiwan-Gebiet, anders als Ausländer, kein Visum, sondern ein von der Republik China ausgestelltes Reisedokument. Sie haben als „Staatsangehörige ohne dauerhaften gemeldeten Wohnsitz“ (無戶籍國民,  Wú hùjí guómín) einen rechtlichen Sonderstatus. So sind sie z. B. von der Wehrpflicht befreit, es wird ihnen aber auch kein Wahlrecht zugestanden.